# Veine profonde du membre supérieur
Les veines profondes du membre supérieur sont les veines satellites des artères du membre supérieur. 
Elles sont au nombre de deux par artère et comprennent :
- les veines brachiales,
- les veines ulnaires,
- les veines radiales,
- les veines interosseuses antérieures,
- les veines interosseuses postérieures,
- l'arcade veineuse palmaire profonde,
- les veines métacarpiennes palmaires.